# کرس (جزیره)
کُرس (به فرانسوی: Corse، به کرسی و ایتالیایی: Corsica) یکی از جزایر کشور فرانسه، چهارمین جزیرهٔ بزرگ در دریای مدیترانه (پس از سیسیل، ساردنی و قبرس) و همچنین زادگاه ناپلئون اول، امپراتور فرانسه است.
جزیره کُرس در باختر ایتالیا، جنوب شرقی فرانسه و در شمال جزیره ساردنی قرار گرفته است. جمعیت کرس ۳۳۰ هزار نفر و مساحت آن ۸۶۸۰ کیلومتر مربع است. واحد پول رایج آن یورو و زبان رسمی جزیره فرانسوی است. بخشی از مردم جزیره به زبان کرسی صحبت می‌کنند. مرکز جزیره شهر آژاکسیو است و یک‌سوم مردم این جزیره در دو شهر اصلی آن یعنی آژاکسیو و باستیا زندگی می‌کنند.
از اول ژانویه ۲۰۱۶ و بر طبق ناحیه‌بندی جدید سرزمین فرانسه، جزیره کُرس به‌عنوان یکی از نواحی ۱۸ گانه فرانسه شناخته می‌شود.
در سال‌های اخیر در این جزیره، چندین جنبش سیاسی مشغول به فعالیت هستند که برخی از آنها خواستار خودمختاری بیشتر کُرس و حتی استقلال این جزیره از جمهوری فرانسه شده‌اند.
از مشاهیر این جزیره می‌توان به؛ ناپلئون بناپارت و همچنین آلیزه اشاره کرد.

## تاریخچه

نقشه جزیره کرس

جزیره کُرس از سدهٔ ۱۳ تا سدهٔ ۱۸ میلادی در تملک جمهوری جنوآ بود، ولی با پیمان ورسای (۱۷۶۸) تحت کنترل نسبی فرانسه درآمد. پس از انقلاب کبیر فرانسه این جزیره ضمیمهٔ خاک فرانسه شد. سرانجام این جزیره در سال ۱۸۱۱ به عنوان یکی از ناحیه‌های فرانسه به مرکزیت شهر آژاکسیو رسمیت یافت.
از سال ۱۸۱۱ زبان فرانسوی در این جزیره رسمیت یافت و از اهمیت زبان کُرسی در فضاهای اداری و رسمی کاسته شد.
از سال ۱۹۷۵ جزیره کُرس به دو بخش تقسیم شد: کُرس شمالی به مرکزیت شهر باستیا و کُرس جنوبی به مرکزیت آژاکسیو.

## جغرافیا

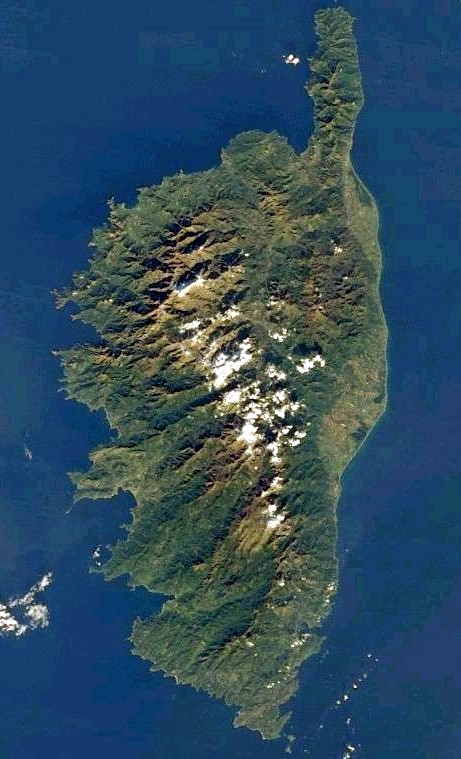
دید ماهواره‌ای از کرس.

جزیره کرس در حدود ۲۵۰ میلیون سال پیش بر اثر بالا آمدن پشته گرانیتی در سمت غربی تشکیل شده است. در حدود ۵۰ میلیون سال پیش صخره‌ای رسوبی به این گرانیت فشرده شده و شیست‌های بخش شرقی را تشکیل داده است. کرس کوهستانی‌ترین جزیره مدیترانه است و از آن به عنوان «کوهی در دریا» یاد می‌شود.
جزیره کرس چهارمین جزیره بزرگ مدیترانه پس از سیسیل، ساردنی و قبرس است.
درازای کرس در طولانی‌ترین حالت ۱۸۳ کیلومتر و پهنای آن در عریض‌ترین قسمت ۸۳ کیلومتر است. این جزیره هزار کیلومتر خط ساحلی و بیش از ۲۰۰ شناگاه دارد. مونته چینتو، بلندترین قله کرس، ارتفاعی معادل ۲۷۰۶ متر دارد و در این جزیره ۱۲۰ قله دیگر با ارتفاعی بالاتر از ۲۰۰۰ وجود دارد. بخش‌های کوهستانی دو سوم جزیره را پوشانده و یک زنجیره یکپارچه را تشکیل داده‌اند. ۲۰ درصد از خاک کرس با جنگل پوشیده شده است.
در حدود ۳۵۰۰ کیلومتر مربع از جمع مساحت ۸۶۸۰ کیلومتر مربعی جزیره به مناطق حفاظت‌شده طبیعی اختصاص داده شده است، که بیشتر آنها در داخلهٔ جزیره قرار دارند.
فاصله جزیره کورس از توسکانی در ایتالیا ۹۰ کیلومتر و از کوت دازور در فرانسه ۱۷۰ کیلومتر است. کرس از سمت جنوب توسط تنگه بونیفاچیو از جزیره ساردنی جدا شده است. این تنگه در کوتاه‌ترین نقطه خود ۱۱ کیلومتر پهنا دارد.

## زبان
زبان کرسی یکی از زبان‌های رومی‌تبار است. این زبان در اصل یکی از گویش‌های توسکانی ایتالیایی است که تحت نفوذ شدید زبان فرانسوی قرار گرفته است. امروزه زبان کُرسی در فرانسه به عنوان یک زبان محلی به رسمیت شناخته‌شده است.
یکی از گویش‌های نزدیک به زبان کُرسی در شمال جزیره ساردنی (منطقهٔ گالورا) رواج دارد. مهاجرت زیاد فرانسوی‌زبانان (به‌ویژه از الجزایر) به جزیره کُرس، ادامه رواج زبان کُرسی را با محدودیت زیادی روبه‌رو کرده است.
از مشاهیر این جزیره می‌توان آلیزه ژاکوتی خواننده و رقصنده معروف فرانسوی نام برد.